# Guardiamarina (Italija)
Guardiamarina (izvirno italijansko Guardiamarina) je častniški čin v uporabi pri Italijanski vojni mornarici. V činovni hierarhiji Italijanske kopenske vojske, Italijanskega vojnega letalstva, Korpusa karabinjerov in Finančne straže mu ustreza čin podporočnika. V sklopu Natovega STANAG 2116 spada v razred OF-1.
Nadrejen je činu aspirante guardiamarina in podrejen činu podporočnika plovila.

## Oznaka čina
Oznaka čina je dvodelna in sicer:
- narokavna oznaka: ena zlata črta s pentljo na vrhu in
- naramenska (epoletna) oznaka: ena zlata črta s pentljo na vrhu.

Galerija
- Narokavna oznaka
- Naramenska (epoletna) oznaka